# Одринска епархия
 Тази статия е за православната епархия.  За католическата вижте Одринска епархия (Римокатолическа църква).  
Одринската или Адрианополската епархия (на гръцки: Ιερά Μητρόπολη Αδριανουπόλεως) е епархия на Вселенската патриаршия, съществуваща от 325 година със седалище в тракийския град Одрин (Едирне), Турция. Одринската митрополия граничи със Сливенската на Българската патриаршия на север, Лозенградската и Визенската на изток, Ираклийската на юг и Димотишката на запад. Други големи градове освен Одрин в епархията са Вуртодизос и Аркадиополис.

## История
Одрин е основан на мястото на тракийския град Ускудама в 127 година от император Адриан, който му дава своето име – Адрианопол, Адрианов град. Българската форма на името Одрин и турската Едирне, произлизат от гръцката кратка форма Адриану.
Одрин става митрополитска катедра в 325 година. В VII век са му подчинени 5 епископии, а в XII век те вече са 13. В 1326 година византийският град е завладян от османските турци и между 1413 и 1457 е тяхна столица. Постепенно подчинените на Одрин епископии намаляват и в XVI век остава само Агатополската, която също се отделя в 1760 година.
След създаването на Българската екзархия в 1870 година в Одрин има екзархийски архиерейски наместник, но Екзархията не получава берат за митрополит.
В 1913 година православното българско население е прогонено от османската армия по време на Междусъюзническата война. Православното гръцко и гъркоманско население е изселено в Гърция по споразумението за обмен на население между Турция и Гърция в 1922 година.
С изтеглянето на гръцките войски от Източна Тракия, последният одрински митрополит Поликарп II се изтегля западно от Марица, в частите на епархията си, които са на гръцка територия. На 9 октомври 1924 година получава нова титла митрополит на Нова Орестиада и Одрин. В 1931 година всички енории на епархията са присъединени към Димотишката, а Поликарп е преместен на Хиос.
От 20 януари 2003 година титлата Митрополит Адрианополски, ипертим и екзарх на целия Хемимонт (Ο Αδριανουπόλεως, υπέρτιμος και έξαρχος παντός Αιμιμόντου) се носи от митрополита на вселенската патриаршия Дамаскин.
Адрианополски е титулярна епископия и на Българската православна църква, която до 40-те години на XX век поддържа Одринската си епархия. На 1 октомври 1998 година титлата Адрианополски получава епископ Евлогий. Това предизвиква проблеми между Вселенската и Българската патриаршия. След писмо на патриарх Вартоломей I Константинополски в 2015 година Светият синод на Българската патриаршия отговаря, че няма да смени титлата на епископ Евлогий, но обещава повече да не дава титли, дублиращи се с титли в други православни диоцези.
Адрианополски е и титулярна архиепископия на Римокатолическата църква с пълно название на латински език Hadrianopolis in Haemimonto, тоест Адрианополис в планината Хемус. От 1997 година титлата е вакантна.

## Предстоятели
Митрополити на Вселенската патриаршия
| Име         | Име                             | Управление                        | Забележка                                                     | Години            |
| ----------- | ------------------------------- | --------------------------------- | ------------------------------------------------------------- | ----------------- |
| Герасим     | Γεράσιμος Παλλαδάς              | 1686 - 1688                       | от костурски м., в александрийски п.                          | 1625/30 - 1714    |
| Калиник     | Καλλίνικος                      | 1780 — септември 1792             | в никейски м.                                                 | ? - 1809          |
| Гавриил     | Γαβριήλ                         | септември 1792 - 1810 †           | от никейски м.                                                | ? – 1810          |
| Кирил I     | Κύριλλος Σερπεντζόγλου          | декември 1810 - 4 март 1813       | от иконийски м., в константинополски п.                       | 1775 – 1821       |
| Доротей     | Δωρόθεος Πρώιος                 | юни 1813 - 4 юни 1821 †           | от филаделфийски м., убит от османците, канонизиран за светец | ? – 1821          |
| Никифор III | Νικηφόρος Πηλουσιώτης           | юни 1821 - септември 1824         | от мраморноостровен а., в деркоски м.                         | ? – 1835          |
| Герасим IV  | Γεράσιμος Φρυδάς                | септември 1824 - май 1830         | от бурсенски м., подал оставка                                | ? – ≥1830         |
| Григорий II | Γρηγόριος Βυζάντιος             | май 1830 - 24 юни 1840            | от струмишки м., подал оставка                                | ? – 1860          |
| Герасим V   | Γεράσιμος Τζερμιάς              | юни 1840 – 15 март 1853           | от пелагонийски м., след това халкидонски м.                  | 1798 – 1875       |
| Кирил II    | Κύριλλος Κυριακίδης             | 15 март 1853 - 1 май 1873         | от ганоски м., по-късно силиврийски м.                        | ? – 1881          |
| Дионисий II | Διονύσιος Χαριτωνίδης           | 1 май 1873 - 14 ноември 1880      | от димотишки м., в никейски м.                                | 1820 – 1891       |
| Неофит II   | Νεόφυτος Παπακωνσταντίνου       | 14 ноември 1880 - 23 януари 1886  | от пловдивски м., подал оставка, по-късно пелагонийски м.     | 1832 – 1909       |
| Дионисий II | Διονύσιος Χαριτωνίδης           | 23 януари 1886 - 23 януари 1887   | от никейски м., в константинополски п.                        | 1820 – 1891       |
| Матей III   | Ματθαίος Πετρίδης               | 28 февруари 1887 – 3 януари 1890  | от пелагонийски м., уволнен                                   | около 1830 – 1901 |
| Кирил III   | Κύριλλος Δημητριάδης/Παναγιώτου | 3 януари 1890 – 26 август 1908    | от лемноски м.                                                | 1845 – 1921       |
| Калиник II  | Καλλίνικος Γεωργιάδης           | 26 август 1908 - 12 август 1910   | в галиполски м.                                               | ? – 1912          |
| Поликарп II | Πολύκαρπος Βαρβάκης             | 12 август 1910 - 12 февруари 1931 | от еласонски м., в хиоски м.                                  | 1862 – 1945       |
| Дамаскин    | Δαμασκηνός Παπανδρέου           | 20 януари 2003 — 5 ноември 2011 † | от швейцарски м.                                              | 1936 – 2011       |
| Амфилохий   | Αμφιλόχιος Στεργίου             | 18 октомври 2014 –                |                                                               | р. 1961           |

Управляващи Одринската екзархийска епархия
| Име                                              | Управление                        | Години      |
| ------------------------------------------------ | --------------------------------- | ----------- |
| митрополит Доротей Софийски                      | 1871 – ?                          | 1930 – 1875 |
| епископ Синесий Стовийски                        | 5 октомври 1878 – 5 декември 1884 | 1836 – 1917 |
| митрополит Евстатий Пелагонийски                 | декември 1884 – 9 декември 1888   | 1932 – 1888 |
| митрополит Синесий Охридски                      | декември 1888 – 1 август 1890     | 1836 – 1917 |
| архимандрит Софроний (Първов)                    | 1890 – 1903                       | 1843 – 1913 |
| архимандрит Мелетий (Димитров)                   | 1903 – 1908                       | 1868 – 1924 |
| свещеник Сава Попов                              | 1908 – 1909                       | 1875 – ?    |
| архимандрит Кирил (Стефановски)                  | 1909 – 1910                       | 1861 – 1946 |
| архимандрит, по-късно епископ Никодим (Атанасов) | 1910 – 1932                       | 1864 – 1932 |
| митрополит Неофит (Паскалев)                     | 1932 – 1938                       | 1870 – 1938 |

Титулярни епископи на Българската патриаршия
Адрианополски е и титулярна епископия на Българската православна църква от 1 октомври 1998 година. От 1998 година титлата се носи от епископ Евлогий.
| Име                    | Управление        | Забележка | Години  |
| ---------------------- | ----------------- | --------- | ------- |
| Евлогий (Стамболджиев) | 1 октомври 1998 – |           | р. 1954 |

## Документи
- Писмо на Българската екзархия до митрополит Софроний, 25 септември 1901 г.
- Писмо до българския екзарх, 22 януари 1902, с. 1
- Писмо до българския екзарх, 22 януари 1902, с. 2
- Писмо до българския екзарх, 22 януари 1902, с. 3